# Joe Smith (baseball, 1984)
Pour les articles homonymes, voir Smith et Joe Smith.
Joseph Michael Smith (né le 22 mars 1984 à Cincinnati, Ohio, États-Unis) est un lanceur de relève droitier des Astros de Houston de la Ligue majeure de baseball. 

## Carrière

### Carrière scolaire et universitaire
(avril 2016).
Si vous disposez d'ouvrages ou d'articles de référence ou si vous connaissez des sites web de qualité traitant du thème abordé ici, merci de compléter l'article en donnant les références utiles à sa vérifiabilité et en les liant à la section « Notes et références ».
Joe Smith pratique le baseball et le basket-ball pour l'Amelia High School (Ohio). Il ne peut pas pratiquer lors de sa dernière année d'école secondaire en raison d'une opération chirurgicale au bras droit. Avant cette saison blanche, il a notamment accumulé 20,3 points de moyenne en trois années avec l'équipe de basket. Smith poursuit sa scolarité à la Wright State University sans bourse d'études. Il échoue à intégrer les équipes universitaires de Wright State en basket en baseball. Il modifie alors son lancer, gagnant de 5 à 7 miles/heure de vitesse, et intègre finalement l'équipe de baseball de Wright State Raiders en deuxième année universitaire. En trois saisons, il participe au 80 rencontres comme lanceur de relève puis stoppeur, en comptant 6 victoires pour 5 défaites, une moyenne de points mérités de 1,53 et 22 sauvetages. Il est désigné meilleur lanceur de l'Horizon League en deuxième année.

### Mets de New York
Smith est repêché le 3 juin 2006 par les Mets de New York au troisième tour de sélection et termine la saison 2006 dans les clubs-écoles de l'organisation des Mets : Cyclones de Brooklyn (A) et Mets de Binghamton (AA). Smith débute en ligue majeure sous l'uniforme des Mets le 1er avril 2007.

### Indians de Cleveland
Après deux bonnes saisons d'apprentissage au plus haut niveau chez les Mets, Smith est transféré chez les Indians de Cleveland le 11 décembre 2008 à l'occasion d'un échange impliquant trois franchises et douze joueurs.
En 2011, Smith présente la meilleure moyenne de points mérités chez les lanceurs des Indians : 2,01 en 67 manches lancées et 71 parties jouées.
Smith garde à nouveau sa moyenne sous les 3 points mérités accordés par partie en 2012, malgré la mauvaise saison des Indians. Utilisé dans 72 matchs, sa moyenne s'élève à 2,97 en 67 manches lancées. Il remporte 7 victoires contre 4 défaites.
En 2013, il aide les étonnants Indians à se qualifier pour les séries éliminatoires. En 70 parties, sa moyenne de points mérités descend à 2,29 en saison régulières. Il lance 63 manches, remporte 6 victoires en 8 décisions et réussit 3 sauvetages, ses 3 premiers dans le baseball majeur. Il lance deux tiers de manche en matchs d'après-saison face aux Rays de Tampa Bay.
Smith, devenu agent libre après 5 saisons à Cleveland, a une moyenne de points mérités de 2,76 en 271 manches lancées en carrière pour les Indians. 

### Angels de Los Angeles

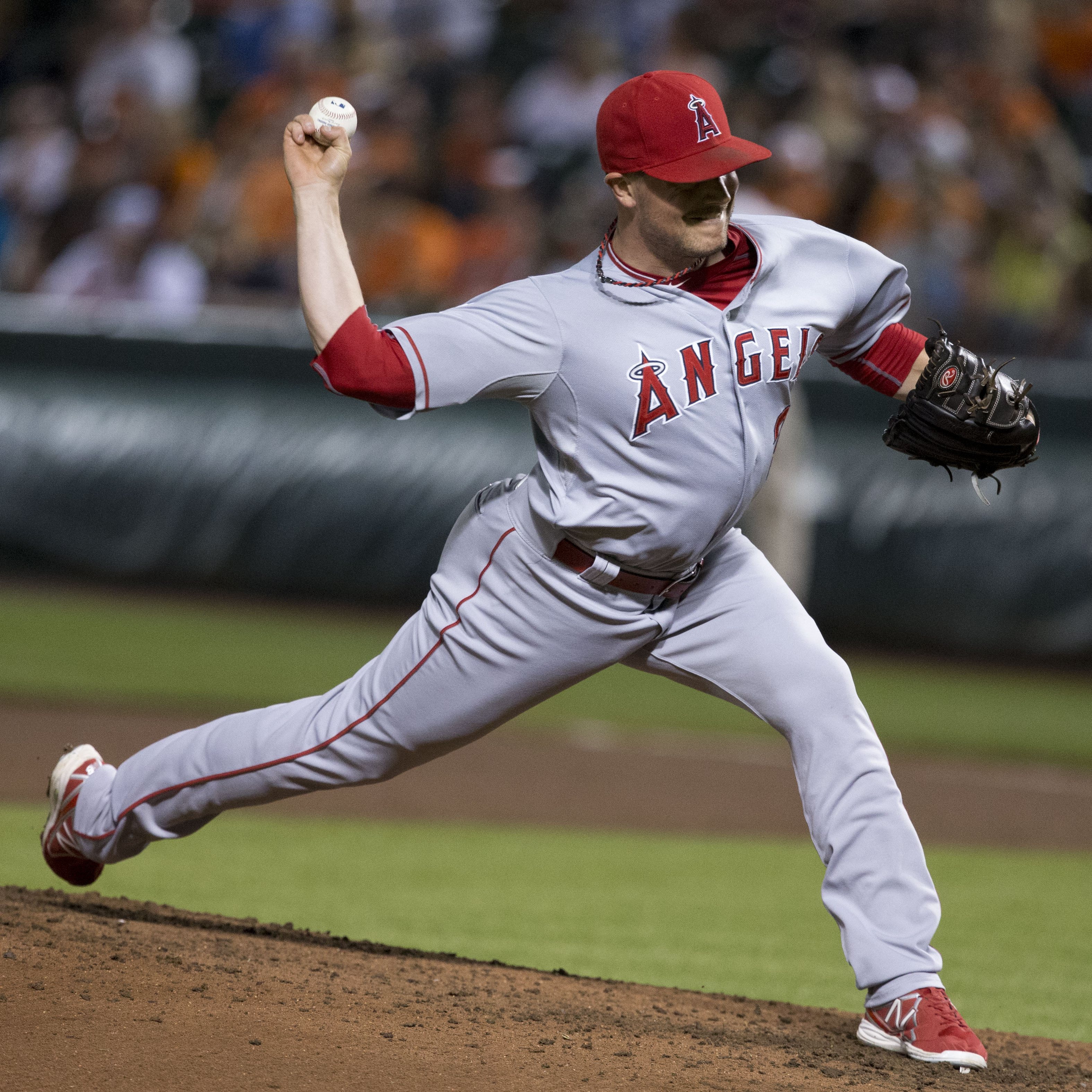
Joe Smith en 2015 avec les Angels de Los Angeles.

Le 27 novembre 2013, Joe Smith accepte un contrat de 15,75 millions de dollars pour 3 saisons chez les Angels de Los Angeles.
Sa moyenne de points mérités de seulement 1,81 en 74 manches et deux tiers lancées est la meilleure chez les Angels en 2014. Il est crédité de 7 victoires contre deux défaites durant l'année. Pour la première fois de sa carrière, il est utilisé comme stoppeur pour protéger les avances en 9e manche, un rôle dans lequel il alterne avec l'inégal Ernesto Frieri, jusqu'à ce que celui-ci soit échangé à la fin du mois de juin. Smith réalise 15 sauvetages en 2014, dont 5 dans le dernier droit de la saison régulière lorsqu'il est généralement lanceur de 8e manche mais partage aussi les tâches en 9e avec un stoppeur d'expérience, Huston Street, acquis le 18 juillet de San Diego.
Smith lance deux manches sans accorder de point en deux sorties contre les Royals de Kansas City dans la Série de division 2014, perdue par les Angels.

### Cubs de Chicago
Le 1er août 2016, les Angels échangent Joe Smith aux Cubs de Chicago contre Jesus Castillo, un lanceur droitier des ligues mineures. 
Smith lance 14 manches et un tiers en 16 sorties et maintient une moyenne de points mérités de 2,51 lors de son bref séjour chez les Cubs. Il ne lance pas en séries éliminatoires mais reçoit une bague de champion de la Série mondiale 2016 en tant que membre de l'équipe gagnante de la finale de la saison.

### Blue Jays de Toronto

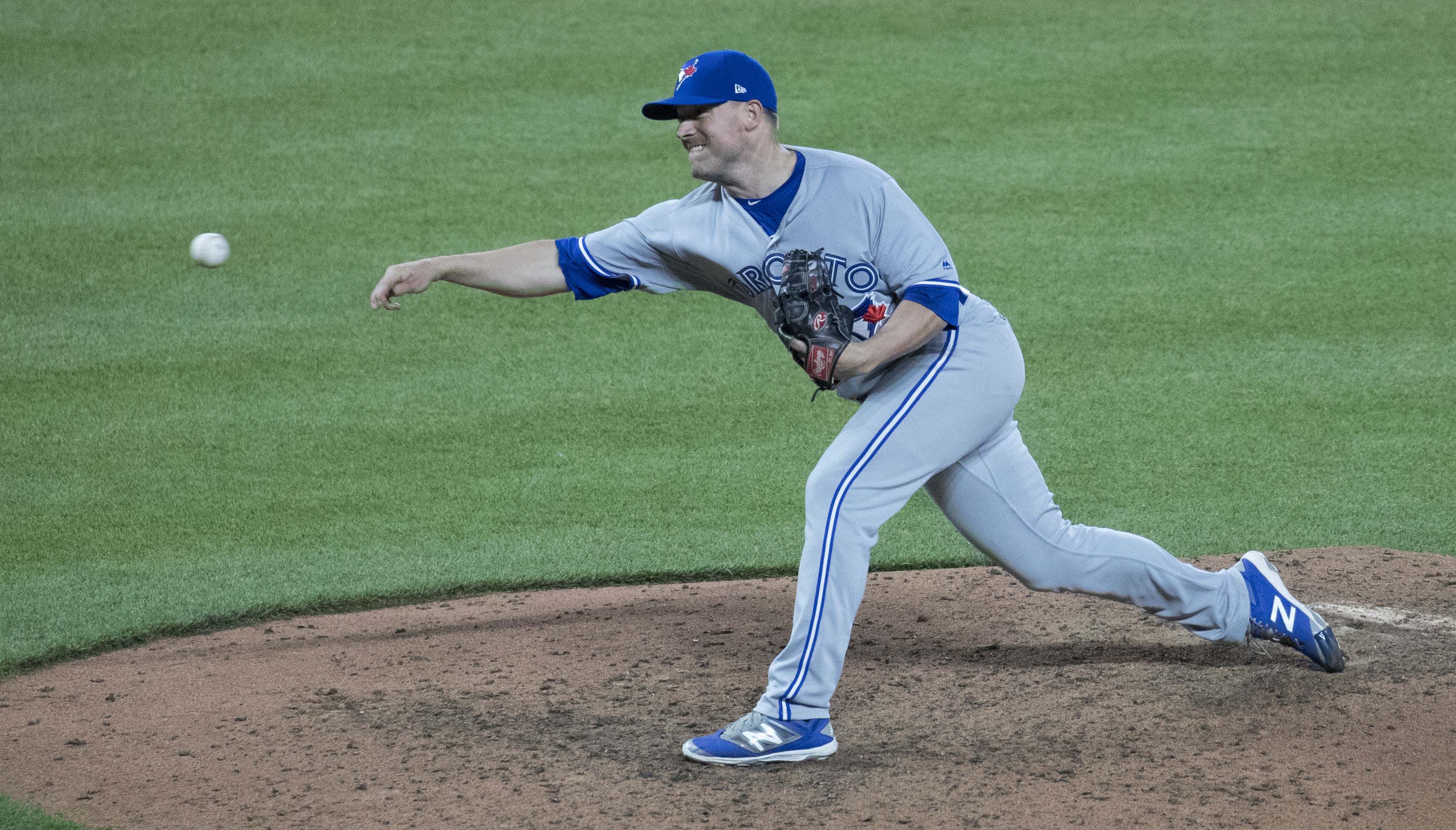
Joe Smith le 19 mai 2017 avec les Blue Jays de Toronto.

Smith rejoint en 2017 les Blue Jays de Toronto sur un contrat d'un an.
Sa moyenne de points mérités se chiffre à 3,28 avec 51 retraits sur des prises en 35 manches et deux tiers lancées pour les Blue Jays, avec qui il effectue 38 sorties en 2017 avant qu'une transaction ne l'envoie à son ancienne équipe, Cleveland, pour le dernier droit de la saison.

### Retour à Cleveland
Le 31 juillet 2017, Smith retourne à son ancienne équipe, Cleveland, lorsque les Blue Jays de Toronto l'y transfèrent à la date limite des échanges en retour du lanceur gaucher Thomas Pannone et du joueur de deuxième but Samad Taylor, tous deux joueurs des ligues mineures.

## Statistiques
| Saison | Équipe    | G   | GS | CG | SHO | V  | D | SV | IP    | SO  | ERA  |
| ------ | --------- | --- | -- | -- | --- | -- | - | -- | ----- | --- | ---- |
| 2007   | NY Mets   | 54  | 0  | 0  | 0   | 3  | 2 | 0  | 44.1  | 45  | 3,45 |
| 2008   | NY Mets   | 82  | 0  | 0  | 0   | 6  | 3 | 0  | 63.1  | 52  | 3,55 |
| 2009   | Cleveland | 37  | 0  | 0  | 0   | 0  | 0 | 0  | 34.0  | 30  | 3,44 |
| 2010   | Cleveland | 53  | 0  | 0  | 0   | 2  | 2 | 0  | 40.0  | 32  | 3,83 |
| Totaux | Totaux    | 226 | 0  | 0  | 0   | 11 | 7 | 0  | 181.2 | 159 | 3,57 |

Note : G = Matches joués ; GS = Matches comme lanceur partant ; CG = Matches complets ; SHO = Blanchissages ; 
V = Victoires ; D = Défaites ; SV = Sauvetages ; IP = Manches lancées ; SO = Retraits sur des prises ; ERA = Moyenne de points mérités.